# 13180 Fourcroy
13180 Fourcroy eller 1996 HV19 är en asteroid i huvudbältet som upptäcktes den 18 april 1996 av den belgiske astronomen Eric W. Elst vid La Silla-observatoriet. Den är uppkallad efter den franske kemisten Antoine François de Fourcroy.
Asteroiden har en diameter på ungefär 13 kilometer.